# 張才奎
張才奎（1951年—）是一位中国企业家。

## 生平
出生於山東省濟南市。現任山水水泥有限責任公司、中國山水水泥集團有限公司(0691.HK)董事長及常務董事。畢業於南開大學工商管理碩士學位。值得一提，他在1986年任山東水泥廠（山東水泥廠有限公司的前身）廠長，2001年委任山東山水水泥常務董事及總裁，曾任濟南市建材局局長、中國水泥協會副會長，以及中國企業家協會常務理事。